# Tay-K
Tay-K 47(właściwie Taymor Travon McIntyre; ur. 16 czerwca 2000 w Long Beach) – amerykański raper, autor tekstów i skazany morderca. Najbardziej znany jest ze swojego przeboju „The Race”, który osiągnął 44. miejsce na liście Billboard Hot 100 w USA i uzyskał status platyny przez RIAA w styczniu 2018 r. Piosenka stała się popularna po aresztowaniu rapera w Elizabeth w stanie New Jersey po ogólnokrajowym poszukiwaniu za morderstwo. McIntyre został schwytany 30 czerwca 2017 r. Piosenka osiągnęła później platynę. Po powrocie do Teksasu McIntyre zaczął otrzymywać wsparcie od swoich fanów w mediach społecznościowych. Przebywając w więzieniu Tarrant County Jail w Fort Worth w Teksasie, wydał 29 lipca 2017 swój debiutancki mixtape, Santana World, który spotkał się z ogólnie pozytywną reakcją krytyków i fanów. W lipcu 2019 roku McIntyre został uznany winnym morderstwa za udział w napadzie na dom i rabunku w 2016 roku, w wyniku którego zginął 21-letni Ethan Walker, i skazano go na 55 lat więzienia. W listopadzie 2019 roku McIntyre został oskarżony o drugie morderstwo za rzekome zastrzelenie 23-letniego Marka Anthony’ego Saldivara i czeka na proces.

## Wczesne życie
Taymor Travon McIntyre urodził się 16 czerwca 2000 r. w Long Beach w Kalifornii. Jego ojciec, Kevin Beverly, który urodził się w Compton w Kalifornii, a później przeniósł się do Hampton w stanie Wirginia, był członkiem gangu Baby Insane Crips w okolicy Long Beach. Beverly trafił do więzienia kiedy McIntyre był mały. Matka McIntyre, która była również członkiem gangu Cripsów, przeniosła go i jego siostrę do Las Vegas w stanie Nevada, kiedy miał osiem lat. Kiedy ojciec McIntyre został zwolniony z więzienia, przeniósł się z rodziną do Arlington w Teksasie w poszukiwaniu lepszego środowiska. McIntyre uczęszczał do Martin High School, a wcześniej uczęszczał do Young Junior High School, oba zlokalizowane w Arlington. Jego ulubionym raperem jest Soulja Boy.

## Kariera
McIntyre rozpoczął karierę rapową jako członek grupy rapowej Daytona Boyz wraz z raperami Pimpyzem i Santaną Sage w 2014 roku. Grupa wydała swój pierwszy utwór „Drift” na platformie SoundCloud w grudniu 2014 roku. Grupa wydała serię piosenek, ledwo zwracając na siebie uwagę, występowali na różnych imprezach, próbując zaistnieć na lokalnej scenie rapowej.
W połowie 2015 roku McIntyre wydał swoją pierwszą solową piosenkę zatytułowaną „BIFF XANNEN” na swoim koncie SoundCloud. Piosenka, która została oficjalnie wydana w listopadzie 2015 roku, przyciągnęła uwagę lokalnej sceny rapowej w Arlington. Piosenka McIntyre’a „Megaman” została wydana na jego SoundCloudzie 16 marca 2016 roku i wraz z kilkoma innymi piosenkami wydanymi przez McIntyre stała się popularna po tym, jak został aresztowany pod zarzutem morderstwa.
McIntyre wydał kilka piosenek podczas ucieczki przed policją, w tym „The Race”, który został nagrany podczas pobytu McIntyre’a w New Jersey, a teledysk został opublikowany na YouTube tego samego dnia, w którym został schwytany. Piosenka zadebiutowała pod numerem 70 na amerykańskiej liście Billboard Hot 100 po dużej kampanii hashtagowej mającej na celu wypuszczeniu na wolność McIntyre’a z hashtagiem „#FREETAYK”. Osiągnęła szczyt na 44 pozycji na liście Billboard Hot 100 i ma ponad 230 milionów wyświetleń na YouTube. „The Race” został zremiksowany przez wielu artystów, w tym między innymi Tygę, Lil Yachty, Fetty Wap i Rico Nasty.
Podczas pobytu w więzieniu McIntyre wydał mixtape Santana World. WorldStarHipHop wydał kolejny jego singel „Coolin” 14 września 2017 r.
14 grudnia 2017, debiutancki mixtape McIntyre’a Santana World został ponownie wydany przez 88 Classic i RCA Records, który został zaktualizowany o remix jego singla „The Race” z wokalami raperów 21 Savage i Young Nudy. „The Race” otrzymało platynę od RIAA 19 stycznia 2018 r. 2 lutego 2018 r. Oficjalne konto McIntyre’a na Twitterze zamieściło dwa zdjęcia McIntyre’a, którego widziano go po raz pierwszy od maja 2017 r. Następnego dnia piosenka „After You” została wydana na koncie McIntyre’a na SoundCloud.
W marcu 2018 roku ujawniono, że McIntyre zarobił około 600–700 tys. dolarów na swoim kontrakcie płytowym z 88 Classic i RCA Records. Po utworzeniu wytwórni muzycznej No Jumper, Tay-K wystąpił wraz z BlocBoy JB w piosence ów wytwórni  „Hard”, która trafiła na listę Bubbling Under Hot 100 pod numerem 14. Singel osiągnął też status złota w USA.

## Działalność przestępcza
Pierwsza działalność przestępcza, z którą McIntyre był powiązany, miała miejsce, gdy był świadkiem morderstwa 20-letniej studentki University of North Texas Sary Mutschlechner, która została zabita przez jego kolegę z zespołu Daytona Boyz; Erica Jamala Johnsona, znanego również pod pseudonimem Santana Sage w nocy 31 grudnia 2015 r. McIntyre i Johnson byli na tej samej imprezie sylwestrowej co Mutschlechner; jednakże kontaktowali się z Mutschlechner dopiero po opuszczeniu imprezy. Johnson przejeżdżał przez Denton, kiedy jego czarny SUV podjechał obok samochodu Mutschlechner. McIntyre i inny członek Daytona Boyz, Pimpyz, zawołali do sedana Mutschlechner, w tym momencie mężczyzna w sedanie opuścił okno, wyszedł z pojazdu i stanął przed nimi. Johnson następnie zagroził, że zastrzeli mężczyznę, po czym Mutschlechner odjechała. SUV ścigał Mutschlechner, a Johnson oddał dwa strzały, jeden w głowę Mutschlechner który ją zabił. Johnson przyznał się, chociaż McIntyre nie został oskarżony w tej sprawie. Johnson został skazany na 44 lata więzienia.
McIntyre i sześć innych osób zostało aresztowanych w lipcu 2016 r. Pod zarzutem morderstwa związanego z napadem na dom, w którym zginął handlarz narkotyków w Mansfield w Teksasie. 26 lipca 2016 roku 19-letnia Megan Holt i 20-letnia Ariana Bharrat planowali z McIntyre’em i kilkoma innymi przyjaciółmi, by obrabować 19-letniego Zachary’ego Beloate. Dziewczyny planowały go uwieść, a następnie wpuścić uzbrojonego w broń McIntyre’a i innych do domu, aby ukraść narkotyki i pieniądze. Jedna z dwóch kobiet otworzyła drzwi i strzelcy przystąpili do okradania Beloate i jego przyjaciela Ethana Walkera, co doprowadziło do śmiertelnej konfrontacji i śmierci Walkera.
McIntyre został umieszczony w areszcie domowym w oczekiwaniu na przesłuchanie. Kilka dni przed wspomnianym przesłuchaniem McIntyre i inny podejrzany odcięli monitory z kostek i uciekli do San Antonio w Teksasie. Tuż przed odcięciem monitora na kostce i ucieczką, McIntyre napisał na Twitterze: „f*ck dis house arrest s*it f*ck 12 they gn hav 2 catch me on hood”. McIntyre udał się do Elizabeth w stanie New Jersey, gdzie nagrał piosenkę „The Race”, która opisywała jego ucieczkę przed policją i kłopoty prawne. Piosenka zaczyna się od „F*ck a beat, I was tryna beat a case / but I ain’t beat that case, bi*ch I did the race”. Podejrzany, z którym uciekł McIntyre, został schwytany w maju 2017 roku. 30 czerwca 2017 r. McIntyre został schwytany przez USA Marshal Service w Elizabeth.
Podczas ucieczki, 23 kwietnia 2017 roku, McIntyre rzekomo zastrzelił 23-letniego Marka Anthony’ego Saldivara podczas udziału w napadzie w San Antonio w Teksasie. Zgodnie z zarzutami, McIntyre i dwóch jego wspólników zwabili Saldivara do czarnego SUV-a, aby spróbować ukraść jego sprzęt fotograficzny. Saldivar uciekł z SUV-a i zaczął wołać o pomoc, co doprowadziło do próby przejechania go SUV-em. Saldivar wskoczył na maskę SUV-a, kopiąc przednią szybę, aż McIntyre rzekomo opuścił samochód i strzelił do niego raz przed odjazdem.
Również podczas ucieczki, 25 maja 2017 roku, McIntyre rzekomo zaatakował i obrabował 65-letniego Owneya „Skip” Pepe w Cravens Park w Arlington w Teksasie. McIntyre rzekomo trzymał pistolet przy głowie Pepe, zanim pobił go do nieprzytomności w parku, gdzie Pepe został później znaleziony przez biegacza. Pepe później zidentyfikował McIntyre’a podczas serii zdjęć.
McIntyre został przeniesiony do więzienia dla dorosłych 21 lipca 2017 r. 30 sierpnia 2017 r. Odbyło się wstępne przesłuchanie w celu ustalenia statusu Tay-K jako nieletniego. Trent Loftin, prawnik McIntyre, powiedział w wywiadzie dla The New York Times, że McIntyre jest optymistą i są przekonani, że zostanie oczyszczony ze wszystkich zarzutów. Zdecydowano, że McIntyre będzie sądzony jako dorosły w tej sprawie. Proces został ostatecznie odroczony z powodu braku dowodów.
Policja twierdzi, że McIntyre był w pojeździe podczas strzelaniny i że istnieje nagranie z incydentu z monitoringu. W tym samym czasie McIntyre został zatrzymany za kaucją w wysokości 500 000 $, chociaż w lutym 2018 r. Kwota ta wynosiła 0 $. 28 lutego 2018 r. Jedna ze wspólników McIntyre, bezimienna nieletnia opisana jako „drobna, ładna blondynka” została skazana na dwadzieścia lat więzienia po tym, jak została uznana winnym morderstwa i kradzieży. W lutym 2018 r. Wspólniczka Megan Holt przyznała się do napadu i zgodziła się zeznawać przeciwko współoskarżonym w zamian za 20 lat kary. W maju 2018 roku Latharian Merritt został skazany na dożywocie bez możliwości zwolnienia warunkowego za morderstwo. W sierpniu 2018 roku Ariana Bharrat przyznała się do winy i zgodziła się zeznawać przeciwko swoim współoskarżonym w zamian za 25-letni wyrok.
W tym samym miesiącu Sean Robinson przyznał się do morderstwa i został skazany na 40 lat więzienia. W listopadzie 2018 r. Ostatni wspólnik McIntyre’a, Jalen Bell, przyznał się do zaostrzonych zarzutów napadu i został skazany na 30 lat więzienia. Adwokaci McIntyre’a argumentowali, że ponieważ sprawa McIntyre’a rozpoczęła się w systemie dla nieletnich – który nie ma systemu kaucji – był teraz uprawniony do takiego prawa zgodnie z prawem Teksasu (stan na marzec 2018). Stanowy sędzia okręgowy Wayne Salvant odrzucił prośbę McIntyre’a.
24 maja 2018 roku potwierdzono, że McIntyre’owi nie grozi kara śmierci ani dożywocie.
McIntyre został oskarżony o posiadanie zakazanego przedmiotu podczas pobytu w więzieniu 2 sierpnia 2018 r., Po tym, jak podczas przeszukania znaleziono u niego telefon komórkowy ukryty w jego skarpetce. McIntyre został przeniesiony z więzienia w hrabstwie Tarrant do Centrum Więziennego Lon Evans o zaostrzonym rygorze 14 sierpnia 2018 r., gdzie spędził 23 godziny w izolatce z godziną przeznaczoną na pójście na siłownię. McIntyre wygrał sprawę prawną 16 sierpnia 2018 r., kiedy Drugi Sąd Apelacyjny w Teksasie orzekł, że sędzia okręgowy stanu Wayne Salvant popełnił błąd, odmawiając ustanowienia kaucji dla McIntyre’a w związku z jego ciężką sprawą o napad. Jednak nadal odmówiono mu zwolnienia za kaucją w sprawie dotyczącej zabójstwa Ethana Walkera. McIntyre rzekomo wyzywał i groził sierżantowi Tarrant’owi County’emu, wyrzucił tacę z jedzeniem i rzucał mokrym papierem toaletowym i przekroczył przydzielony mu czas telefonu.
McIntyre był zaangażowany w dwa procesy sądowe w wyniku jego rzekomego udziału w tych morderstwach. W czerwcu 2018 roku rodzina Marka Saldivara, ofiary strzelaniny w San Antonio, złożyła pozew, żądając odszkodowania w wysokości ponad 1 miliona dolarów, a w lipcu 2018 r. rodzina Ethana Walkera i ocalałego Zachary’ego Beloate’a pozwała McIntyre’a i jego wytwórnię 88 Classic.
15 lipca 2019 r., pierwszego dnia procesu, McIntyre przyznał się do popełnienia dwóch napadów. 19 lipca 2019 roku ława przysięgłych w sprawie uznała McIntyre’a za winnego morderstwa i trzeciego zarzutu rabunku. Za każdy z czterech zarzutów groziło mu od 5 do 99 lat więzienia. Piosenka McIntyre’a „The Race”, która została napisana, gdy uciekał przed policją, została wprowadzona jako dowód w fazie wyroku w procesie. 23 lipca 2019 roku został skazany na 55 lat więzienia za morderstwo, 30 lat więzienia za jeden z zarzutów rozboju oraz 13 lat więzienia za pozostałe dwa zarzuty rozboju. Cztery kary pozbawienia wolności będą odbywać się jednocześnie, a on będzie mógł ubiegać się o zwolnienie warunkowe po co najmniej 27,5 roku. Został również ukarany grzywną w wysokości 21 000 dolarów (10 000 dolarów za morderstwo i 11 000 łącznie za trzy zarzuty o napad).
W sierpniu 2019 roku McIntyre został poddany ekstradycji do więzienia hrabstwa Bexar w oczekiwaniu na proces w sprawie morderstwa Marka Anthony’ego Saldivara. W listopadzie 2019 roku Wielkie Jury hrabstwa Bexar oskarżyło go o zabójstwo.

## Dyskografia

### Mixtape’y
| Tytuł         | Informacje                                                                                 | Pozycja na liście |
| Tytuł         | Informacje                                                                                 | USA               |
| ------------- | ------------------------------------------------------------------------------------------ | ----------------- |
| Santana World | - Wydany: 29 lipca 2017 - Wytwórnia: 88 Classic, RCA - Format: Digital download, streaming | 128               |

### EP
| Tytuł            | Informacje                                                                    |
| ---------------- | ----------------------------------------------------------------------------- |
| #LIVINGLIKELARRY | - Wydany: 4 maja 2017 - Wytwórnia: brak - Format: Digital download, streaming |

### Single

#### Jako główny wykonawca
| Tytuł       | Rok  | Pozycje na listach przebojów | Pozycje na listach przebojów | Pozycje na listach przebojów | Pozycje na listach przebojów | Certyfikat                  | Album         |
| Tytuł       | Rok  | USA                          | USA R&B/HH                   | USA Rap                      | KAN                          | Certyfikat                  | Album         |
| ----------- | ---- | ---------------------------- | ---------------------------- | ---------------------------- | ---------------------------- | --------------------------- | ------------- |
| "The Race"  | 2017 | 44                           | 17                           | 12                           | 69                           | - RIAA: Platyna - MC: Złoto | Santana World |
| "After You" | 2018 | —                            | —                            | —                            | —                            |                             |               |

#### Jako wykonawca gościnny
| Tytuł                                      | Rok  | Pozycje na listach przebojów | Pozycje na listach przebojów | Certyfikat    |
| Tytuł                                      | Rok  | USA Bub.                     | USA R&B/HH Bub.              | Certyfikat    |
| ------------------------------------------ | ---- | ---------------------------- | ---------------------------- | ------------- |
| "Hard" (No Jumper feat. Tay-K, BlocBoy JB) | 2018 | 14                           | 4                            | - RIAA: Złoto |